# Jenny Mollen
Jenny Mollen (n. 30 de mayo de 1979) es una actriz estadounidense conocida por su interpretación de Nina Ash en la serie de televisión Ángel.

## Vida y carrera
Mollen nació en Phoenix, Arizona. Se casó con el actor Jason Biggs el 23 de abril de 2008.
El trabajo de Mollen en el teatro local llevó a experiencias con The Old Globe en San Diego, California, The Idywild School, y el Festival Shakespeare de Oregón en Ashland, Oregón. Mollen recibió un título de la Universidad de California en Los Ángeles de teatro, cine y televisión. Mientras estaba allí, captó la atención de algo que escribió y produjo titulado Not a Pretty Girl. Después de graduarse, Mollen, que habla francés y alemán fluidamente, vivió en París, Francia y Heidelberg, Alemania para estudios posgrado.
Además de actuar, Mollen ha exhibido y vendido arte en Nueva York, Arizona, San Diego, Los Ángeles y Londres. Descrita como tierna y siniestra, su arte incluye mujeres siendo grabadas de cañones. 
Coescribió la canción "Perfect World" con su hermana Samantha. La canción fue usada en la película Girl, Positive como también en la película Off The Ledge, y la serie de televisión Smallville.
Escribió el cortometraje Kidnapping Caitlynn que es protagonizada por Jason Biggs, Julie Benz, Rhys Coiro y ella misma. La película estuvo dirigida por Katherine Cunningham Eves.
Actualmente escribe una columna de humor para The Smoking Jacket.

## Filmografía
1. Amateur Night (2016)... Anne Carter
2. Wilfred (2013) ... Kim
3. Extracted (2012) ... Abby
4. L!fe Happens (2012) ... Rita
5. Suits (2011) ... Gaby Stone
6. CSI: NY (2011) ... Det. Angela Sayer
7. Crazy, Stupid, Love. (2011) ... Lisa
8. Crash (2009) ... Theresa Nolanski
9. Kidnapping Caitlynn (2009) ... Emily
10. The Law Can Be Inconvenient (2000–2009) ... Amber Holden
11. Off The Ledge (2008) ... Amber-Elizabeth
12. My Best Friend's Girl  (2008) ... Colleen
13. Viva Laughlin (2007) ... hermana de Geneva
14. National Lampoon's Cattle Call (2006) ... Marina Del
15. Ring Around the Rosie (2006) ... Wendy Baldwin
16. Medium (2006) ... Lydia Kyne
17. Return of the Living Dead: Rave from the Grave (2005) ... Jenny
18. The Raven (2004) ... Lenna
19. D.E.B.S.  2004)...German Deb
20. Ángel (2003–2004) ... Nina Ash
21. Billy Makes The Cut (2003)...Ashley
22. Searching for Haizmann (2003)...Grace Robin
23. Strong Medicine (2001) ...'Blonde'
24. 18 Wheels of Justice (2000) ... 'Susan Curran'